# Villieu-Loyes-Mollon
Pour les articles homonymes, voir Mollon.
Villieu-Loyes-Mollon est une commune française située dans le département de l'Ain, en région Auvergne-Rhône-Alpes et appartient à l'aire urbaine de Lyon. Elle se situe à 38 km de Lyon et 3 km de Meximieux. Elle appartient à la région naturelle de la Côtière.  

## Géographie
La commune se trouve au pied du coteau de la Côtière entre Meximieux et Pont-d'Ain.

### Communes limitrophes
| Crans             | Châtillon-la-Palud   | Saint-Maurice-de-Rémens |
| Rignieux-le-Franc | Villieu-Loyes-Mollon | Chazey-sur-Ain          |
| Meximieux         |                      |                         |

### Climat
Pour des articles plus généraux, voir Climat d'Auvergne-Rhône-Alpes et Climat de l'Ain.
En 2010, le climat de la commune est de type climat océanique altéré, selon une étude du CNRS s'appuyant sur une série de données couvrant la période 1971-2000. En 2020, Météo-France publie une typologie des climats de la France métropolitaine dans laquelle la commune est dans une zone de transition entre le climat semi-continental et le climat de montagne et est dans la région climatique Bourgogne, vallée de la Saône, caractérisée par un bon ensoleillement (1 900 h/an), un été chaud (18,5 °C), un air sec au printemps et en été et des vents faibles.
Pour la période 1971-2000, la température annuelle moyenne est de 11,7 °C, avec une amplitude thermique annuelle de 18 °C. Le cumul annuel moyen de précipitations est de 1 064 mm, avec 10,6 jours de précipitations en janvier et 7,3 jours en juillet. Pour la période 1991-2020, la température moyenne annuelle observée sur la station météorologique de Météo-France la plus proche, « Ambérieu », sur la commune de Château-Gaillard à 9 km à vol d'oiseau, est de 11,9 °C et le cumul annuel moyen de précipitations est de 1 117,5 mm,. Pour l'avenir, les paramètres climatiques de la commune estimés pour 2050 selon différents scénarios d'émission de gaz à effet de serre sont consultables sur un site dédié publié par Météo-France en novembre 2022.

## Urbanisme

### Typologie
Au 1er janvier 2024, Villieu-Loyes-Mollon est catégorisée ceinture urbaine, selon la nouvelle grille communale de densité à 7 niveaux définie par l'Insee en 2022.
Elle appartient à l'unité urbaine de Villieu-Loyes-Mollon, une unité urbaine monocommunale constituant une ville isolée,. Par ailleurs la commune fait partie de l'aire d'attraction de Lyon, dont elle est une commune de la couronne,. Cette aire, qui regroupe 397 communes, est catégorisée dans les aires de 700 000 habitants ou plus (hors Paris),.

### Occupation des sols
L'occupation des sols de la commune, telle qu'elle ressort de la base de données européenne d’occupation biophysique des sols Corine Land Cover (CLC), est marquée par l'importance des territoires agricoles (59,4 % en 2018), en diminution par rapport à 1990 (62 %). La répartition détaillée en 2018 est la suivante : 
terres arables (33 %), zones agricoles hétérogènes (24,2 %), forêts (22,9 %), zones urbanisées (12,3 %), eaux continentales (5,4 %), prairies (2,2 %).
L'évolution de l’occupation des sols de la commune et de ses infrastructures peut être observée sur les différentes représentations cartographiques du territoire : la carte de Cassini (XVIIIe siècle), la carte d'état-major (1820-1866) et les cartes ou photos aériennes de l'IGN pour la période actuelle (1950 à aujourd'hui).

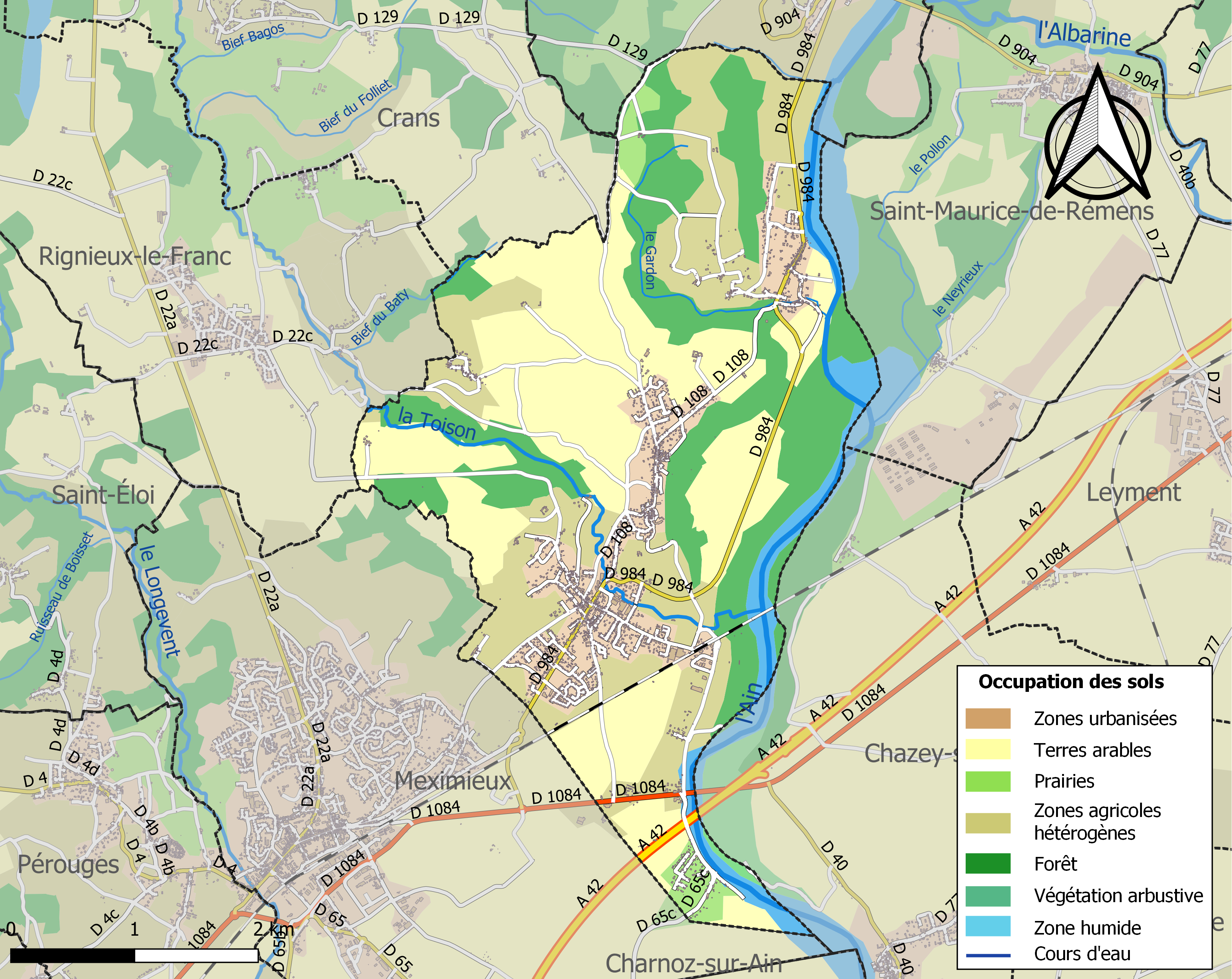
Carte des infrastructures et de l'occupation des sols de la commune en 2018 (CLC).

#### Morphologie urbaine
Buchin est hameau de Villieu, il est situé à 3 km du cœur du village. Monthoz est un hameau de Loyes qui est situé à 1,3 km du centre du village.

## Histoire

Territoire des anciennes communes.

Villieu-Loyes-Mollon est le fruit de la fusion de trois anciens villages, dont seuls Villieu et Loyes ont un passé commun. En effet, avant la Révolution française, Villieu et Loyes ne constituaient qu’une seule communauté, comme on disait alors, et une seule paroisse. Loyes, petite ville fortifiée, et plus tard chef-lieu de mandement, était le centre de la vie civile ; Saint Pierre de Villieu, grâce à son ancien prieuré dépendant de l’abbaye de Saint-Rambert, restait le centre de la vie paroissiale. Mollon constituait une paroisse sous le vocable de saint Vincent et dépendait de l’abbaye Notre-Dame d'Ambronay.
Louis XI, en guerre contre le comte de Savoie fait ravager Loyes en septembre 1468, par ses troupes commandées par Jean, bâtard d'Armagnac, comte de Comminges et gouverneur du Dauphiné.
Après la Révolution, les villages de Mollon et Loyes devinrent des communes, Villieu restant un simple hameau de Loyes. Le 4 octobre 1897, Villieu devint enfin une commune à part entière.
C’est dans le cadre de la Loi d'aménagement du territoire du 16 juillet 1971, sur le conseil du préfet, que le 1er février 1973 les trois conseils municipaux acceptent de former une association entérinée par arrêté du 28 décembre 1973. Après vingt ans de constant travail des divers conseils municipaux successifs pour structurer et harmoniser le fonctionnement de cette collectivité tripode, et après un référendum très favorable, la fusion en une seule et unique commune est prononcée par arrêté préfectoral en date du 21 décembre 1994.

## Politique et administration

### Liste des maires

#### Liste des maires de Villieu-Loyes-Mollon
Ci-dessous la liste des maires de la commune depuis 1994.
| Période | Période  | Identité      | Étiquette | Qualité                                                                      |
| ------- | -------- | ------------- | --------- | ---------------------------------------------------------------------------- |
| 1983    | 2008     | Claude Marcou | UMP       | Conseiller général du canton de Meximieux (1994-2015) Dessinateur industriel |
| 2008    | En cours | Eric Beaufort | DVD       | Agent d'assurance                                                            |

### Jumelages
| La commune a développé une association de jumelage avec : - Dobřichovice (Tchéquie) depuis 2002. | \| Dobřichovice Villieu-Loyes-Mollon \| |
| Dobřichovice Villieu-Loyes-Mollon                                                                |                                         |

## Population et société

### Démographie
Les habitants de Villieu s'appellent les Villacuciens, ceux de Loyes sont les Loyards et ceux de Mollon les Mollonais.
L'évolution du nombre d'habitants est connue à travers les recensements de la population effectués dans la commune depuis 1901. Pour les communes de moins de 10 000 habitants, une enquête de recensement portant sur toute la population est réalisée tous les cinq ans, les populations de référence des années intermédiaires étant quant à elles estimées par interpolation ou extrapolation. Pour la commune, le premier recensement exhaustif entrant dans le cadre du nouveau dispositif a été réalisé en 2006.
En 2022, la commune comptait 3 831 habitants, en évolution de +6,83 % par rapport à 2016 (Ain : +5,15 %, France hors Mayotte : +2,11 %).
| 1901 | 1906 | 1911 | 1921 | 1926 | 1931 | 1936 | 1946 | 1954 |
| ---- | ---- | ---- | ---- | ---- | ---- | ---- | ---- | ---- |
| 612  | 553  | 459  | 479  | 516  | 545  | 550  | 537  | 515  |

| 1962 | 1968 | 1975  | 1982  | 1990  | 1999  | 2006  | 2011  | 2016  |
| ---- | ---- | ----- | ----- | ----- | ----- | ----- | ----- | ----- |
| 601  | 732  | 1 512 | 1 801 | 2 182 | 2 407 | 2 749 | 3 174 | 3 586 |

| 2021  | 2022  | - | - | - | - | - | - | - |
| ----- | ----- | - | - | - | - | - | - | - |
| 3 793 | 3 831 | - | - | - | - | - | - | - |

### Enseignement

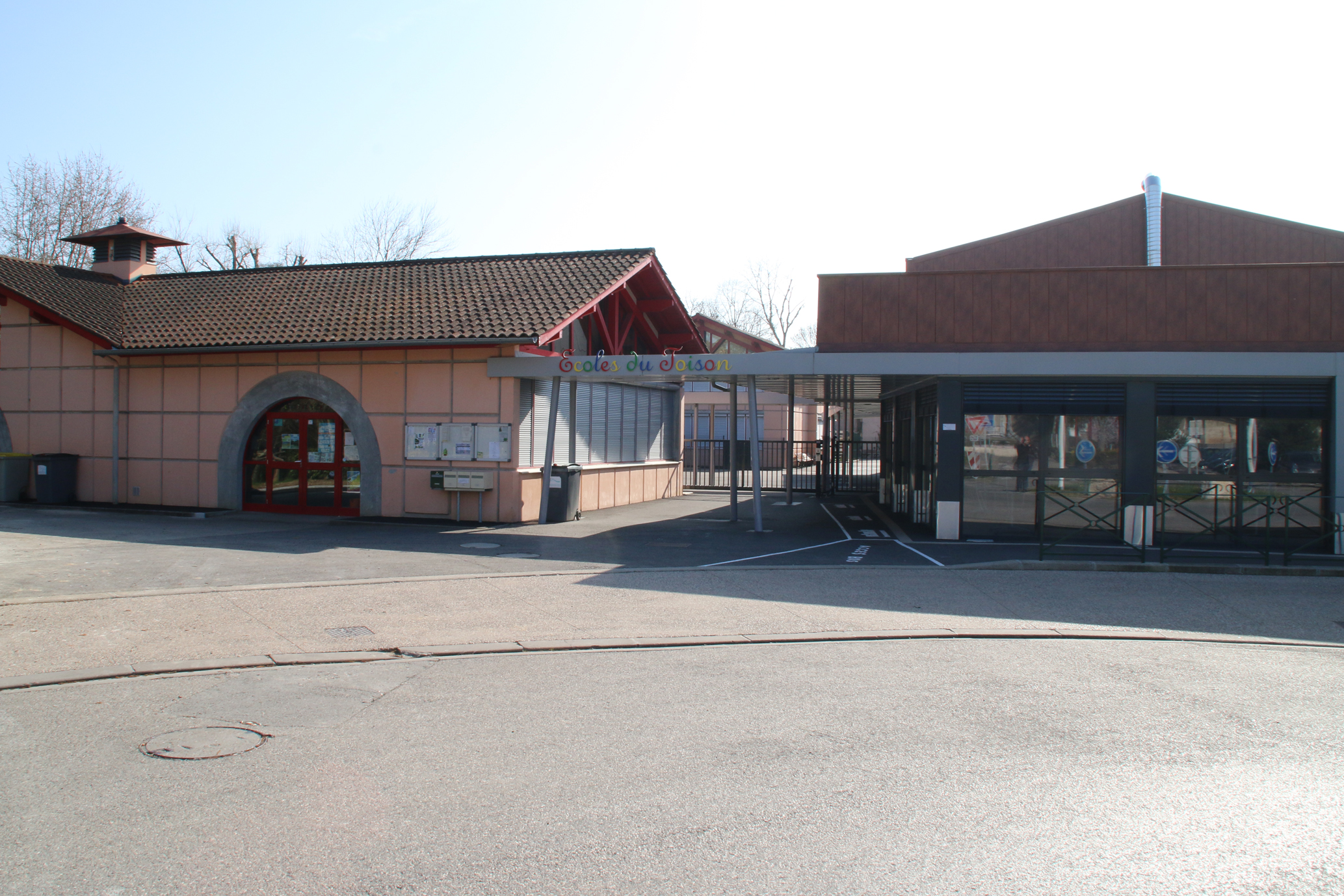
Vue de l'école élémentaire.

À Villieu, l'école maternelle du Toison et l'école élémentaire du Toison regroupent les élèves venant des trois villages. Il n'y a ni collège ni  lycée.

### Sports
Le MOS pour Mollon omnisports est une des associations sportives de la commune. Elle organise de nombreuses rencontres, telles des randonnées, des tournois de pétanque et de football.
Villieu-Loyes-Mollon compte un certain nombre d’équipements sportifs, par exemple le Stade Municipal qui reçoit le club de football (CMV) Côtière Meximieux Villieu.

## Économie
La plus grande structure économique présente sur la commune est la société Rostaing SA (fabrication de gants pour l'industrie, le bricolage, le jardinage). Cette société familiale dont le siège est installé sur la commune fabrique au travers de ses différents établissements et filiales présents dans de nombreux pays, plus de sept millions de paires de gants par an.
Une usine du groupe Ziehl-Abegg est basée à Villieu.

## Culture locale et patrimoine

### Lieux et monuments

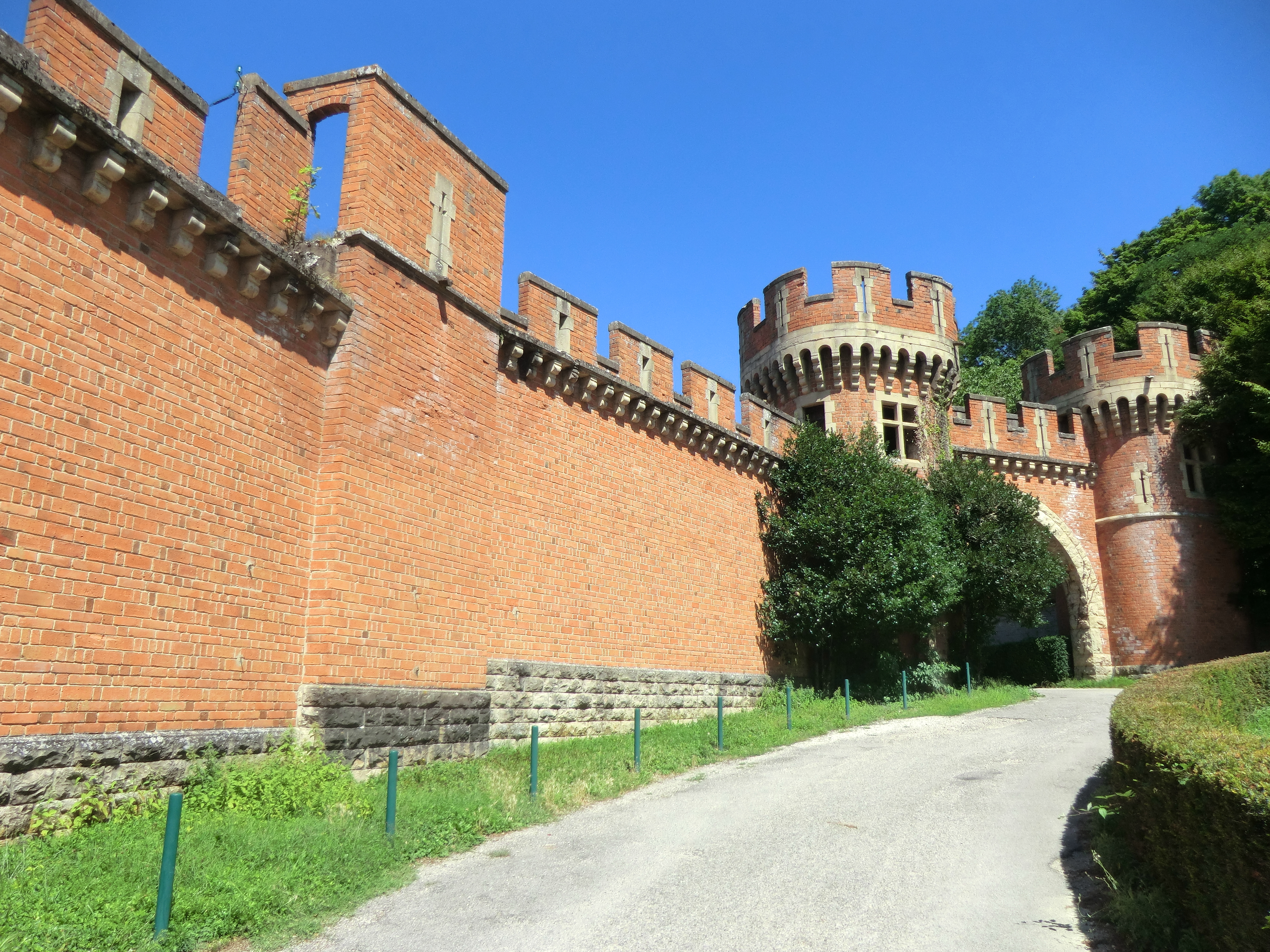
Château de Loyes.
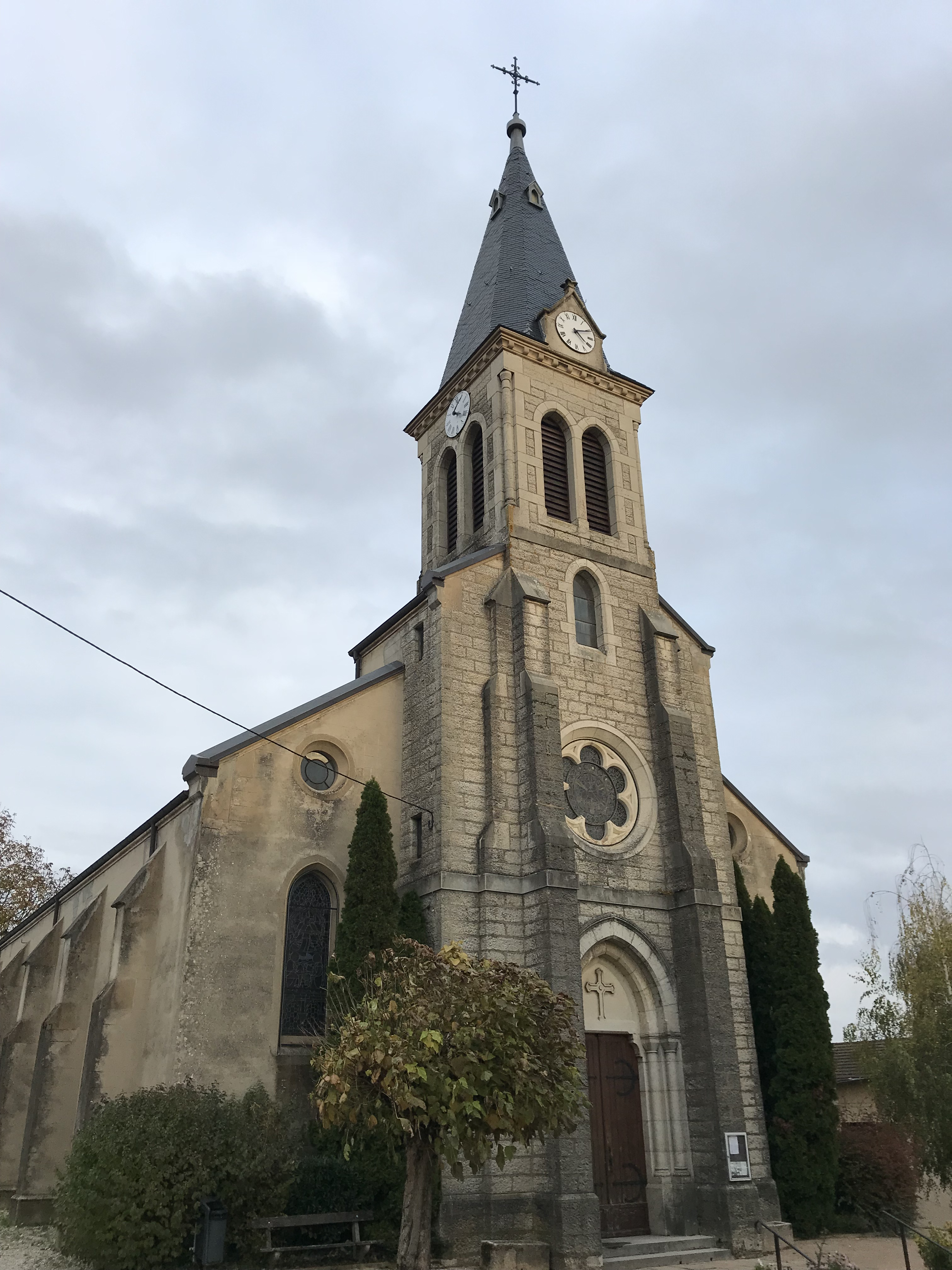
Église Saint Pierre de Villieu, néogothique.
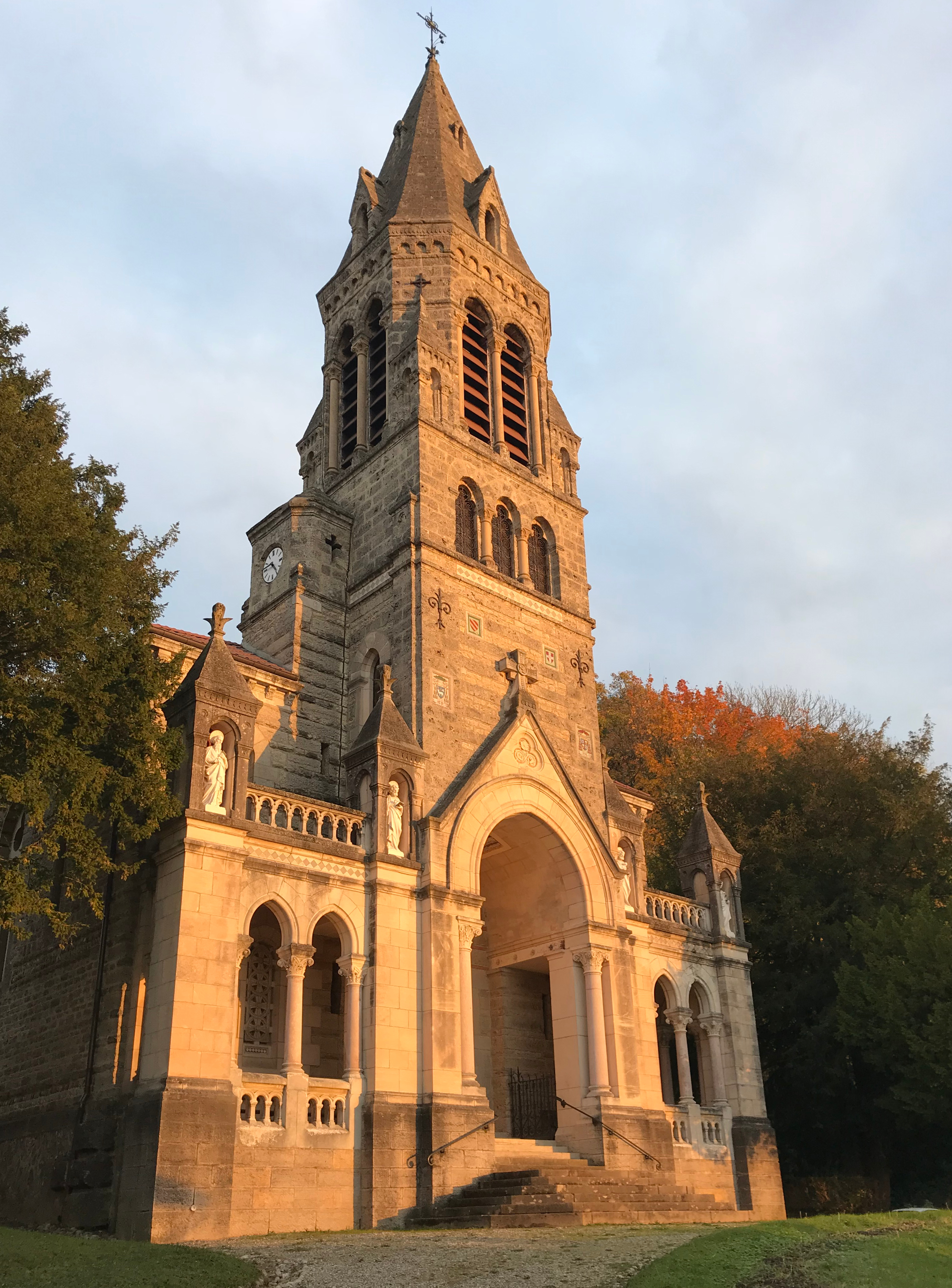
Église Sainte Madeleine de Loyes, néogothique.
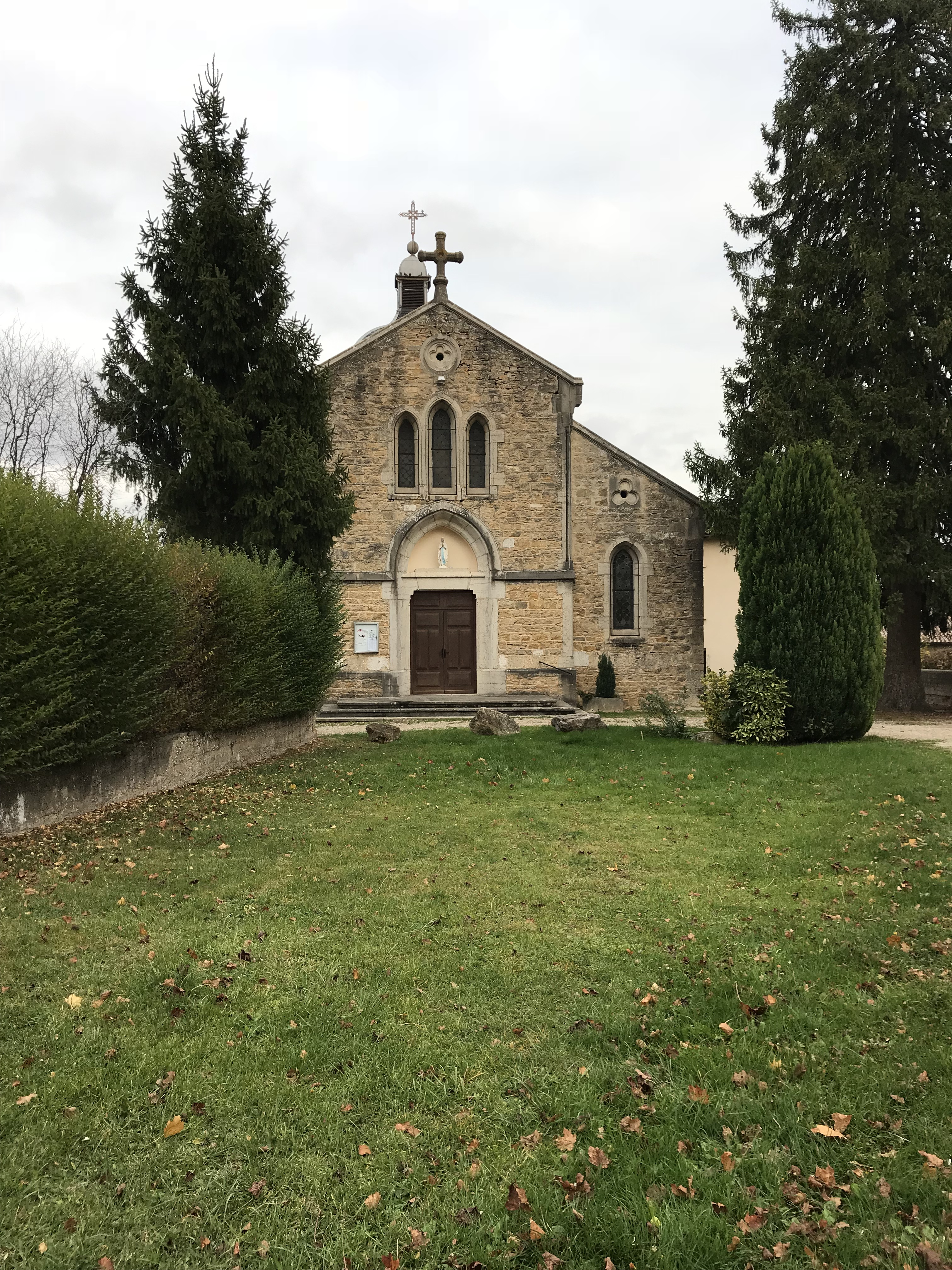
Église Saint-Laurent de Mollon.
- Château privé de Fétan.

- Château de Loyes.
- Église Saint Pierre de Villieu.
- Église Sainte Madeleine de Loyes.
- Église Saint-Laurent de Mollon.

### Personnalités liées à la commune
- Laure Manaudou, championne olympique de natation, est originaire de Loyes.
- Florent Manaudou, champion olympique de natation, est originaire de Loyes.
- Marius Roche (1921-2010), résistant français, est né à Villieu.
- Julien Roche (1921-1944), frère jumeau du précédent, résistant français, est né à Villieu.
- Henry Baboin (1839-1910), maire de Loyes, député de l'Isère sous Napoléon III (1869), conseiller général de l'Isère, chevalier de la Légion d'Honneur, industriel en soierie, châtelain de Loyes.